# La Berceuse (kadrilj)
La Berceuse (Vaggvisan), op. 194, är en kadrilj av Johann Strauss den yngre. Den spelades första gången den 2 februari 1857 i Sofiensäle i Wien.

## Historia
I december 1856 återvände Johann Strauss den yngre till Wien från sin konsertturné i Ryssland. Han hade därför mindre tid än tidigare år att skriva nya verk till karnevalens många baler i januari 1857. Men det gjorde nu inget då kejsaren Frans Josef I av Österrike befann sig i Italien och inga hovbaler anordnades, och endast ett fåtal fester ägde rum i adelns palats och ambassadbyggnader. Johann och brodern Josef var ingalunda sysslolösa och komponerade åtskilliga verk till Wiens många organisationer och föreningar. Sammanlagt 13 nya verk kom från brödernas pennor - nio av dem från Johann Strauss - däribland kadriljen La Berceuse. Efter många diskussioner och förseningar hade adeln och Wiens borgare yrkat bifall till förslaget att inrätta en "barnträdgård" och en välgörenhetsbal hölls den 2 februari 1857 i Sofiensäle för att stödja projektet. Strauss komponerade lägligt nog en kadrilj med det passande namnet La Berceuse (Berceuse är franska för vaggvisa).

## Om kadriljen
Speltiden är ca 5 minuter och 32 sekunder plus minus några sekunder beroende på dirigentens musikaliska tolkning.

## Weblänkar
- La Berceuse i Naxos-utgåvan.